# Резонанс (фізика елементарних частинок)

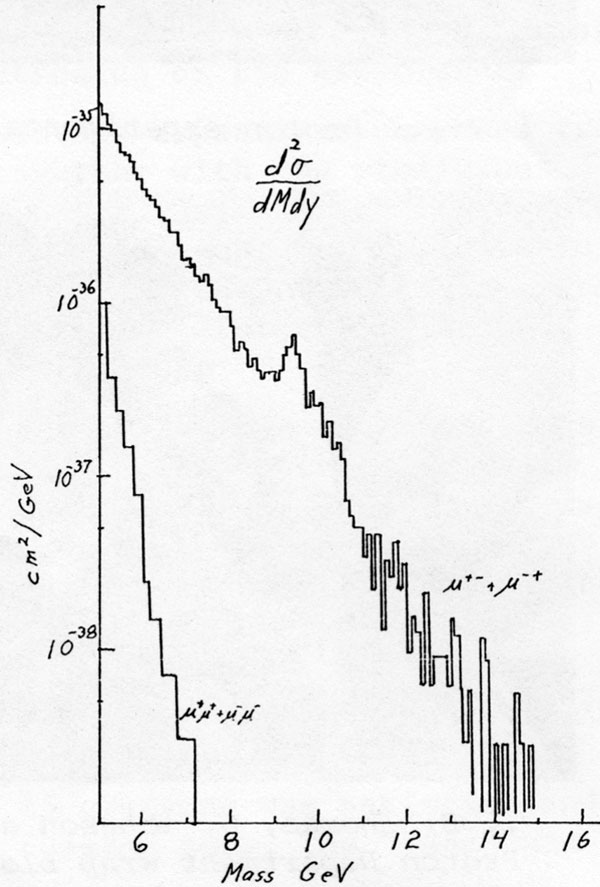
Резонанс (1S), який спостерігався в експерименті спільного проекту E288, очолюваного Леоном Ледерменом в Фермілабі в 1977. Резонанс має енергію 9.5, що відповідає масі (1S).

Резонанс у фізиці елементарних частинок — пік у залежності диференціального перерізу розсіяння від енергії, який асоціюють з елементарними частинками або їхніми збудженими станами.
Основними характеристиками резонансу є його енергія, з якою зв'язана маса частинки та ширина, якою визначається її час життя.
Резонанси з'являються в неперервному спектрі, тобто відповідають такому збудженню, яке не є зв'язаним станом.
Найхарактернішою рисою резонансів є те, що вони розпадаються внаслідок сильної взаємодії. Тому в них надзвичайно малий час життя — порядку 10-22 — 10-24 с.
Вперше резонанс спостерігав Енріко Фермі у 1951 при розсіянні піонів на протонах.